# Netelia pagoni
Netelia pagoni är en stekelart som beskrevs av Ian D. Gauld 1983. Netelia pagoni ingår i släktet Netelia och familjen brokparasitsteklar. Inga underarter finns listade i Catalogue of Life.